# Clearfield (Pennsylvania)
Clearfield település az Amerikai Egyesült Államok Pennsylvania államában, Clearfield megyében, melynek megyeszékhelye is. Lakosainak száma 5962 fő (2020. április 1.).

## Népesség
A település népességének változása:

| 2010 | 6 215 |
| 2020 | 5 962 |